# Dischistus mystax
Dischistus mystax är en tvåvingeart som först beskrevs av Christian Rudolph Wilhelm Wiedemann 1818.  Dischistus mystax ingår i släktet Dischistus och familjen svävflugor. Inga underarter finns listade i Catalogue of Life.